# 바리살주

바리살주

바리살주(벵골어: বরিশাল বিভাগ)는 방글라데시 중남부에 위치한 주로 주도는 바리살이며 면적은 13,225.20km2, 인구는 8,325,666명(2011년 기준)이다. 북쪽으로는 다카주, 남쪽으로는 벵골만, 동쪽으로는 치타공주, 서쪽으로는 쿨나주와 접한다. 6개 구(바르구나구, 바리살구, 볼라구, 잘로카티구, 파투아칼리구, 피로지푸르구)를 관할한다.
갠지스강 삼각주에 위치한 습지대이며 아리알칸강 기슭에 위치한 주도인 바리살은 이 지역 최대의 쌀 생산지이다. 바리살에서 북쪽으로 117km 정도 떨어진 다카, 남서쪽에 있는 치타공을 연결하는 증기선이 정기적으로 운행한다.